# غلامرضا خورشیدی
غلامرضا خورشیدی (زاده ۱۳۲۵ فردوس - درگذشته ۷ اسفند ۱۳۷۰) یکی از خلبانان برجسته جنگنده اف- ۱۴ تام‌کت‌ در نیروی هوایی ارتش ایران بود.

## زندگی‌نامه
غلامرضا خورشیدی تحصیلات ابتدایی و متوسطه را در شهر فردوس گذراند و در سال ۱۳۴۳ موفق به اخذ مدرک دیپلم شد. علاقه فراوان وی به خلبانی منجر شد که در آزمون‌های نیروی هوایی شرکت کند. سال ۱۳۴۶ به نیروی هوایی پیوست و موفق شد، دورهای مختلف تخصصی را در ایران و آمریکا بگذراند.

### جنگ ایران و عراق
وی با شروع جنگ ایران و عراق جز اولین دسته پروازی که با ابلاغ مأموریت هواپیمایش مجهز و آماده شد. عباس بابایی فرمانده پایگاه هشتم شکاری (اصفهان) در دربارهٔ او می‌گوید :
 من خیالم راحت است، با وجود خورشیدی ما مشکلی نخواهیم داشت.

### تقدیر
عباس بابایی فرمانده وقت پایگاه هشتم شکاری اصفهان در مورخ ۱۳۶۱/۱/۲۳ طی نامه‌ای رسمی خواستار ارشدیت و تشویقی برای وی و خلبان کابین جلو وی ستوان‌یکم خلبان فضل‌الله جاویدنیا به دلیل شکار ۲ فروند داسو میراژ اف۱ در کمتر از یک ماه شده‌ است.

### فعالیت‌ها
از جمله فعالیت‌ها می‌توان به استاد پروازی اف ۱۴ پایگاه هشتم شکاری اصفهان، شهردار منطقه‌ای هوایی پایگاه هشتم شکاری اصفهان، معاونت عملیات پایگاه ششم شکاری بوشهراشاره کرد.

## درگذشت
در تاریخ ۷ اسفندماه ۱۳۷۰ هواپیمای خلبان خورشیدی طی مأموریت آموزش در منطقه عملیاتی اصفهان دچار حادثه فنی شد و سقوط کرد.